# L'Île-Cadieux
L'Île-Cadieux es una localidad con el estatus de ciudad en la provincia de Quebec, Canadá. Es una de las ciudades que conforman la Comunidad metropolitana de Montreal y está ubicada en el municipio regional de condado de Vaudreuil-Soulanges en la región del Vallée-du-Haut-Saint-Laurent en Montérégie. Hace parte de las circunscripciones electorales de Vaudreuil  a nivel provincial y de Vaudreuil-Soulanges a nivel federal.

## Geografía

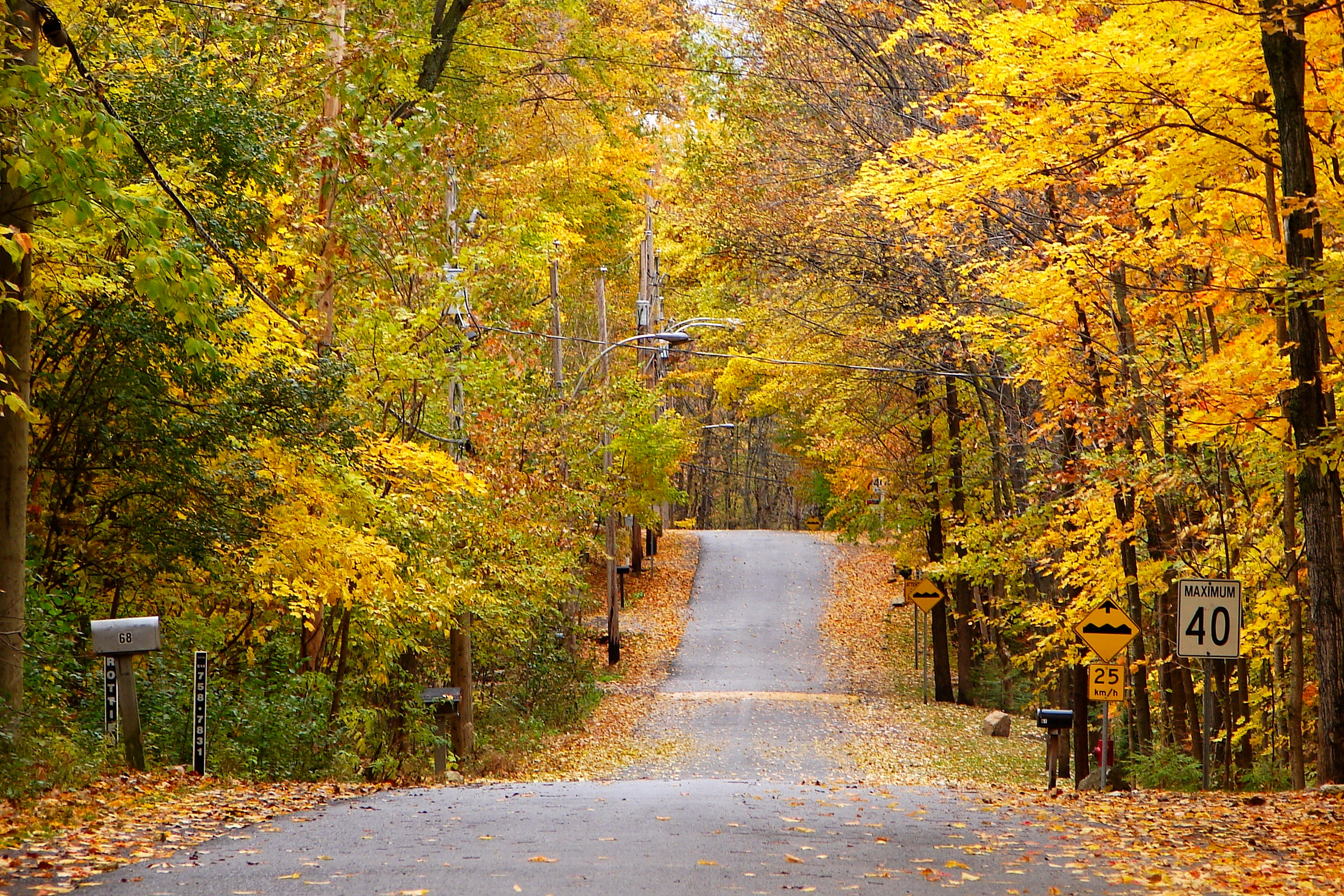

L'Île-Cadieux se encuentra ubicada en las coordenadas 45°26′00″N 74°01′00″O / 45.43333, -74.01667. Según Statistics Canada, tiene una superficie total de 0,57 km² y es una de las 1135 municipalidades en las que está dividido administrativamente el territorio de la provincia de Quebec. Está en una isla del lago de los Dos Montaños cerca del pueblo de Vaudreuil-sur-le-Lac, con el cual la isla es unida por un puente.

## Demografía
Según el censo de Canadá de 2011, había 105 personas residiendo en esta localidad con una densidad de población de 185,2 hab./km². Los datos del censo mostraron que de las 128 personas censadas en 2006, en 2011 hubo una disminución poblacional de 23 habitantes (-18%). El número total de inmuebles particulares resultó de 59 inmuebles, mientras que el número total de viviendas particulares que se encontraban ocupadas por residentes habituales fue de 49.